# Some Time in New York City
John Lennon harmadik szólóalbuma  (Yoko Onóval közösen ötödik), a Some Time in New York City 1972. június 12-én az USA-ban, szeptember 15-én pedig Nagy-Britanniában jelent meg.
Elsősorban azért, mert egy közös „Lennon & Ono” dupla album lett, és mert egy erősen vitatott kislemez előzte meg, a Some Time in New York City nem volt olyan sikeres, mint Lennon előző két albuma, ez hírnevének sem tett jót. Ám a Szovjetunióban népszerű volt az album.
Rövid ideig John és Yoko úgy gondolta, hogy egy albumnak olyannak kell lennie, mint egy újság (ez magyarázza a borítót is): gyors, nyers és az aktuális dolgokkal foglalkozik. Az albumot ezek az elképzelések alakították – a felvételek minősége messze alulmarad a korábbi albumokkal szemben, mint amilyen például az Imagine volt.
Lennonék 1971 szeptemberében New Yorkba költöztek, és rögtön a politikai viták kereszttüzében találták magukat. Mivel a Greenwich Village-ben éltek, hamar kapcsolatba kerültek olyan aktivistákkal, mint Jerry Rubin és Abbie Hoffman, felléptek egy bizonyos John Siclair szabadlábra helyezése érdekében rendezett koncerten, és felemelték a szavukat az Attica Börtön-beli lázadás leverése és Angela Davis bebörtönzése ellen. 1972 januárjában az FBI dossziét nyitott Lennonról, mivel féltek, hogy meg fogja alázni Richard Nixon elnököt, és azért, hogy valamilyen okot találjanak a kiutasítására. Őt és Onot néhány hónapig követték, és minden mozdulatukat feljegyezték.
Az albumon az Elephant's Memory nevű New York-i zenekar kísérte őket, Jim Keltner dobos segítségével. Napirendjük abból állt, hogy a társadalmi igazságtalanságok ellen harcoljanak leghatásosabb fegyverükkel: a zenével. Az album 1971 novemberétől 1972. március 20-áig (John és Yoko harmadik házassági évfordulóján fejezték be) tartó felvételein társproducerük Phil Spector volt. Mivel a külső borító legnagyobb részét a dalszövegek és a fotók foglalták el, az album adatai az első lemez belső borítójára kerültek.
Hogy az egészet még vonzóbbá tegyék, napvilágra hozták John és Yoko 1969. december 15-én, a londoni Lyceum Ballroomban, az UNICEF megsegítésére tartott fellépését. Itt a "Cold Turkey" és a „Don't Worry Kyoko (Mummy's Only Looking For a Hand in the Snow)” című dalokat adták elő, a közreműködők között pedig ott volt Eric Clapton, George Harrison és Keith Moon. Ehhez még hozzáadták a Frank Zappa és a The Mothers of Invention társaságában, 1971. június 6-án a Fillmore Eastben tartott koncert néhány részletét. Így egy újabb albumra való anyag gyűlt össze az eredeti Lennon/Ono mellé.
A második lemez belső borítóján egy kép volt, melyen Lennon látható, amint Zappa Fillmore East – June 1971 című albumára saját kommentárját írja.
Az album első dala, a „Woman is the Nigger of the World" (egy kifejezés, amit Ono az 1960-as évek végén talált ki) a szexizmus ellen szól. Az USA-ban kislemezen is kiadták, nagy vitákat kavart, végül a legtöbb rádió betiltotta. Lennonék nagyon sok helyen elmagyarázták (többek között egy sajtótájékoztatón, ahol a Jet és az Ebony magazin munkatársai is jelen voltak), hogy a „nigger” szó egy allegória, nem pedig az afro-amerikaiak sértegetése. Míg sokan megértették szándékukat és a dal kiadását egy bátor gesztusnak tartották, ez 1972-ben tabunak számított. A dallal szembeni elutasító magatartásnak nagy szerepe volt abban, hogy az album nem fogyott olyan jól, mint az előző kettő.
Lennon még két dallal szerepel az albumon: az önéletrajzi ihletésű „New York City”, egy Chuck Berry stílusú dal, Lennonéknak a város lakosaiként eltöltött első hónapjairól szól; a „John Sinclair”' egy megzenésített védőbeszéd Sinclair szabadon engedéséért (10 év börtönre ítélték, mert két marihuanás cigit adott el egy civilruhás rendőrnőnek).
Yoko Ono, aki elszánt feminista, a „Sisters, O Sisters” című dalban foglal állást a mozgalomról, a „Born in a Prison” című dalban a megfelelő oktatás hiányáról vitázik, a „We're All Water”-ben pedig a személyi kultuszt ünnepli. Általánosan úgy vélekednek, hogy Ono dalszerzői tehetsége ezen az albumon kezdett nyilvánvalóvá válni.
Ezeken kívül még négy dalt közösen írtak. Az „Attica State”-ben a rendőri brutalitás a téma, a „Sunday Bloody Sunday”-ben (nem összetévesztendő a U2 dalával) és a „The Luck of the Irish”-ban a harcok dúlta Írország nehézségei; az „Angela” című dalban pedig tiszteletüket teszik a bebörtönzött Angela Davisnek.
A Some Time in New York City csomagolása olyan, mint egy újság, ami az album témáiról tartalmaz cikkeket. A borítóval akadt egy kis probléma: rajta volt egy montázs, melyen Richard Nixon és Mao Ce-tung meztelenül táncol (sok példányon az intim részeket egy levakarhatatlan matricával ragasztották le).
Mivel az Imagine után jelent meg, sok rajongó ugyanazt várta, ami az előző albumon szerepelt, de ehelyett teljesen mást kaptak. A kritikusok politikailag túl radikálisnak tartották, és sok rajongó nem vette meg, ezért az USA-ban csak a 48. helyig jutott. A brit kiadás a jónak mondható 11. helyet szerezte meg, de Lennon ezután majdnem egy teljes évig nem vett fel új dalokat.
1972. augusztus 30-án a Madison Square Gardenben két jótékonysági koncertet tartottak az értelmi fogyatékosok javára egy barátjuk, Geraldo Rivera meghívására; az eseményt „Egy az egyért”-nek nevezték, John Lindsay polgármester azt a napot „Egy az egyért nap”-nak nyilvánította. Mindkét előadást filmre és lemezre vették; az esti előadást az ABC televíziós társaság élőben közvetítette, a korábbi „matiné” előadás pedig 1986-ban videón és lemezen is megjelent Live in New York City címmel. Ez azon  kevés alkalmak közé tartozott, amikor valamit előadtak a Some Time in New York City című albumról.
Az albumot felújították és újrakeverték, majd 2005. november 7-én egy CD-n adták ki, a „Live Jam” utolsó három dalát kivágták, helyére két dal, a „Happy Xmas (War is Over)” és a „Listen, the Snow is Falling” került.

## Az album dalai

### 1. lemez (Stúdió)
1. "Woman is the Nigger of the World" (John Lennon – Yoko Ono) – 5:15
2. "Sisters, O Sisters" (Yoko Ono) – 3:46
3. "Attica State" (John Lennon – Yoko Ono) – 2:54
  - Az Attica Börtön-beli lázadás 1971. szeptember 9-én kezdődött.
4. "Born in a Prison" (Yoko Ono) – 4:03
5. "New York City" (John Lennon) – 4:30
6. "Sunday Bloody Sunday" (John Lennon – Yoko Ono) – 5:00
  - A véres vasárnap néven ismert írországi mészárlás 1972. január 30-án történt.
7. "The Luck of the Irish" (John Lennon – Yoko Ono) – 2:56
8. "John Sinclair" (John Lennon) – 3:28
  - John Sinclair-t 1969 júliusában tartóztatták le marihuána árusításáért. 1971. szeptember 13-án szabadon engedték, három nappal azután, hogy Lennon és Ono egy "Ten for Two" (Tízen kettőért) nevű nagyggyűlésen léptek fel szabadon engedése érdekében.
9. "Angela" (John Lennon – Yoko Ono) – 4:06
  - Angela Davis 1970 és 1972 között, ügyének tárgyalása idején 18 hónapig ült börtönben.
10. "We're All Water" (Yoko Ono) – 7:11
  - A dal több híres embert említ: Richard Nixon és Mao Ce-tung, Lenny Bruce, Marilyn Monroe, Jerry Rubin, Raquel Welch, II. Erzsébet brit királynő, Eldridge Cleaver, VI. Pál pápa, Charles Manson, és John D. Rockefeller.

### 2. lemez (Live Jam)
1. "Cold Turkey" (John Lennon) – 8:35
2. "Don't Worry Kyoko (Mummy's Only Looking For a Hand in the Snow)" (Yoko Ono) – 16:01
  - Ezt a két dalt a londoni Lyceum Ballroomban, 1969. december 15-én tartott UNICEF jótékonysági koncerten vették fel.
3. "Well (Baby Please Don't Go) (Walter Ward) – 4:41
4. "Jamrag" (John Lennon – Yoko Ono) – 5:36
5. "Scumbag" (John Lennon – Yoko Ono – Frank Zappa) – 6:08
6. "Au" (John Lennon – Yoko Ono) – 6:23
  - Ezt a négy dalt 1971. június 6-án, a New York-i Fillmore East-ben vették fel, Frank Zappa és a The Mothers of Invention társaságában.